# Die Gezeichneten (Oper)
Die Gezeichneten ist eine Oper in drei Akten von Franz Schreker, der die Musik komponierte und das Libretto verfasste. Die Handlung basiert auf dem Theaterstück Hidalla oder Sein und Haben (1904) von Frank Wedekind und spielt im Genua der Renaissance-Zeit. Die Oper wurde 1918 in der Frankfurter Oper uraufgeführt.

## Handlung

### Erster Akt
Erste Szene (Saal im Palaste des Alviano Salvago, in dem derselbe mit den sechs genuesischen Edelleuten Guidobald, Menaldo, Michelotto, Gonsalvo, Julian und Paolo versammelt ist): Alviano Salvago ist ein junger, buckliger Edelmann aus Genua, der ob seiner Missgestalt der Liebe der Frauen abgeschworen hat. Im Meer vor der Stadt hat er eine künstliche Insel namens Elysium bauen lassen, in deren geheimer Grotte genuesische Adlige unter Führung von Graf Tamare Orgien mit gewaltsam entführten Bürgermädchen feiern und die Mädchen danach töten. Die Stadt ist durch das wiederholte Verschwinden von jungen Mädchen in Schrecken versetzt. Salvago selbst hat die Insel weder betreten noch an den Orgien teilgenommen, und schämt sich dieser Schreckenstaten. Um die Schändung seines Traumortes zu beenden, erklärt er seinen sechs Freunden nun, dass er vorhabe, am nächsten Tag die Insel der Stadt zu schenken. Alle Bürger Genuas werden Elysium betreten können.
Zweite Szene (Die sechs Edelleute unter sich): Die sechs Freunde fürchten die Entdeckung ihrer Taten und halten den Plan Salvagos für ein närrisches Unterfangen. Sie erwarten ungeduldig Graf Tamare, um einen Ausweg zu finden, und besprechen das Zögern ihres Helfers Pietro, bei der geplanten Entführung der Bürgertochter Ginevra Scotti mitzutun. In der Dritten Szene kommt Tamare hinzu und berichtet von einer schönen, ihm unbekannten Frau, in die er sich verliebt habe, als sie in der Kutsche ihres Vaters an ihm vorbeifuhr.
Vierte Szene (Edelleute und Tamare, Auftritt Podestà Nardi mit den Senatoren, seiner Frau und seiner Tochter Carlotta Nardi, dazu Salvago und der Notar): Die Schenkung der Insel soll notariell vollzogen werden, doch auf Wunsch der Bürger soll erst der Herzog Adorno einwilligen. Tamare erkennt in Carlotta die Frau, in die er sich verliebt hat. Im Gespräch weist sie ihn ab.
Fünfte Szene (Martuccia und Pietro): Pietro streitet mit Salvagos Haushälterin Martuccia, mit der er ein Verhältnis hat. Mit Lügen und guten Worten überredet er sie, die von ihm im Auftrag Julians entführte Ginevra Scotti im Palast von Salvago zu verstecken.
Sechste Szene (Salvago und Carlotta): Carlotta, die herzkrank ist und malt, bittet Salvago, für sie Modell zu stehen. Sie sei in der Lage, das Innere eines Menschen zu sehen, und habe ihn schon oft im Vorbeigehen gesehen und in Salvagos Gestalt die Schönheit seiner Seele erkannt und schließlich gemalt. Nur das Gesicht fehle noch. Salvago willigt schließlich ein, sie für ein Porträt in ihrem Atelier zu besuchen.

### Zweiter Akt
Erste Szene (Saal im Palaste von Herzog Adorno, Podestà und drei Senatoren) Das Zögern von Herzog Adorno, der Schenkung zuzustimmen, wird von Podestà und den Senatoren missbilligt.

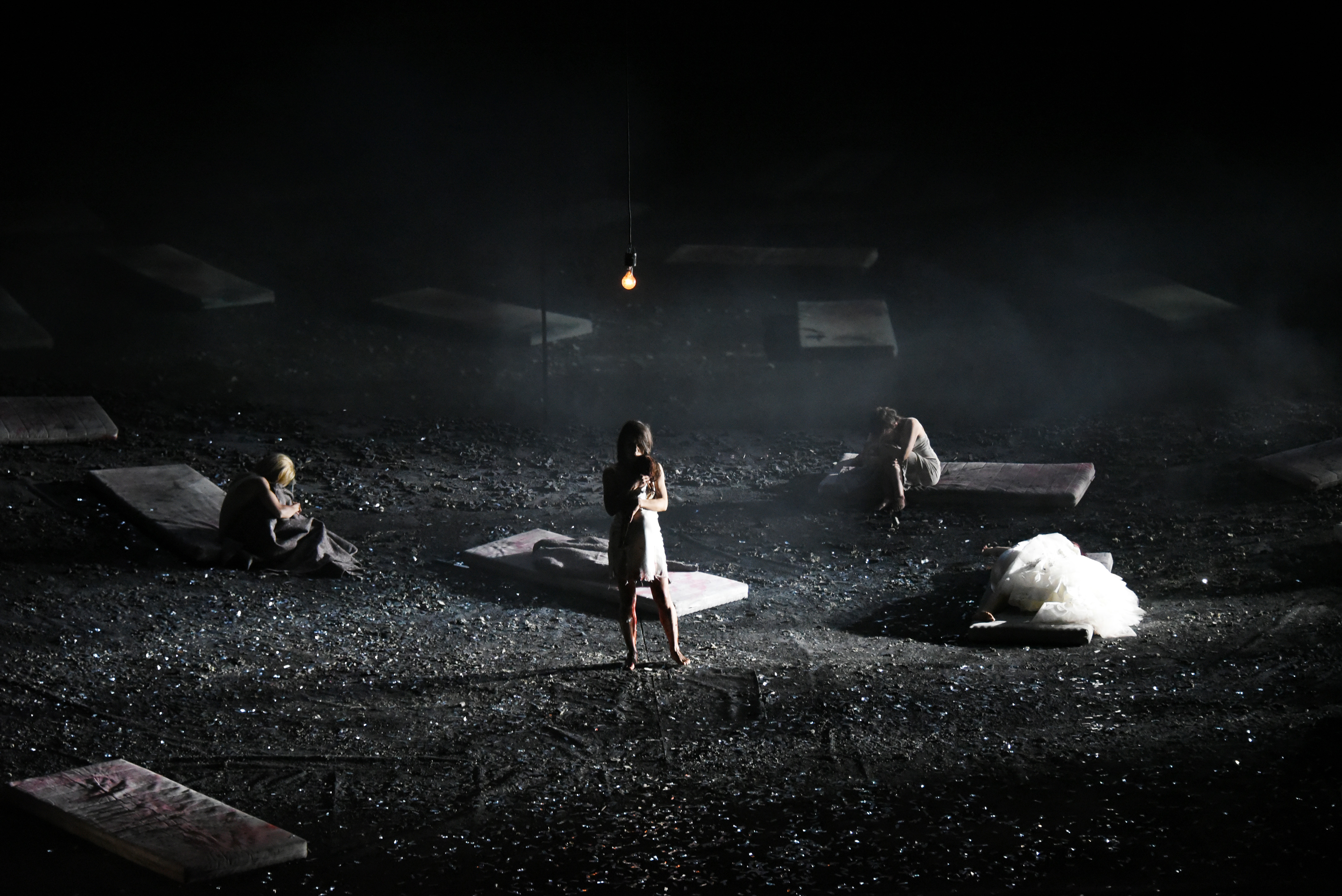
Aufführung der Opéra de Lyon

Zweite Szene (Adorno und Tamare) Der Herzog Antoniotto Adorno ist dem historischen Antoniotto II Adorno (1479–1528) nachempfunden, der von 1522 bis 1527 Doge der Republik Genua war. Tamare verrät das Geheimnis der Insel und der Liebesgrotte an Adorno und bittet ihn, die Schenkung aufzuhalten.
Dritte Szene (Nach Zwischenvorhang und Verwandlung: Im Atelier Carlottas, Carlotta und Salvago) In der Atelierszene gestehen Salvago und Carlotta sich gegenseitig ihre Liebe.

### Dritter Akt
Erste bis Zwanzigste Szene (Elysium) Die Bürger von Genua kommen auf die Insel und bewundern ihre Schönheit. Salvago hält bei dem Podestà um Carlottas Hand an. Sie antwortet ausweichend und geht allein spazieren. In der Grotte trifft sie auf Tamare, der sie verführt und nach unten in Liebesgemächer mitnimmt. Der Graf, um die Schuld von Tamare und den anderen Edelmännern zu lenken, bezichtigt Salvago der Entführungen. Das Volk glaubt ihm jedoch nicht, und Salvago kann fliehen, erhitzt, da er um die verschwundene Carlotta fürchtet. Er findet die im Bett bewusstlos Liegende, und Tamare an ihrer Seite, der ihn aufgrund seiner Liebe zu Carlotta auf hämische Weise demütigt und erniedrigt, woraufhin Salvago ihn in höchster Erregung ersticht. Carlotta wacht auf und verlangt mit ihrem letzten Atemzug nach Tamare, mit dem vereint sie sterben möchte. Salvago verfällt dem Wahnsinn und flüchtet.